# Marcel Legros
Marcel Legros, né le 7 octobre 1898 à Saint-Boil (Saône-et-Loire) et mort le 28 octobre 1971 à Buxy (Saône-et-Loire), est un homme politique français.

## Biographie
Fils de viticulteur, viticulteur lui-même, il est mobilisé durant la Première Guerre mondiale, où il obtient la Croix de guerre. Il s'investit dans son métier et devient en 1936 président de la Cave coopérative vinicole de Buxy, créée en 1929. Élu maire de son village natal en 1935, il en est conseiller municipal de 1945 à 1959. À cette date, il devient maire de Saint-Vallerin, autre village de la Côte chalonnaise, puis il est élu maire de Buxy en 1965. Il est conseiller général du canton de Buxy de 1951 à 1970. En juin 1958 il est élu sénateur lors des dernières élections sénatoriales de la Quatrième République. Il conserve son mandat lors des élections d'avril 1959 puis en septembre 1968.

## Détail des fonctions et des mandats
Mandats parlementaires
- 8 juin 1958 - 26 avril 1959 : Sénateur de Saône-et-Loire
- 26 avril 1959 - 22 septembre 1968 : Sénateur de Saône-et-Loire
- 22 septembre 1968 - 28 octobre 1971 : Sénateur de Saône-et-Loire